# Kontàkion

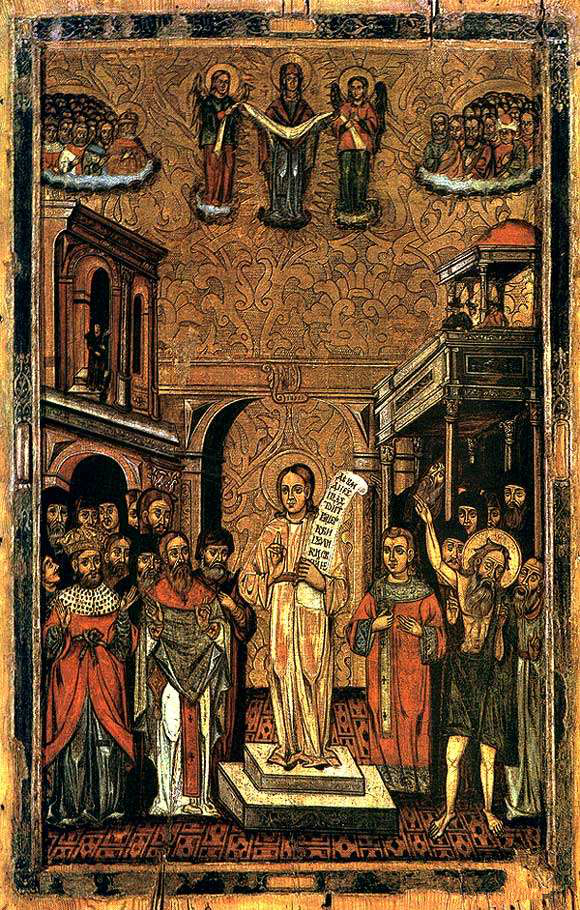
Icona de Sant Romà el Melode cantant el seu kontàkion

El kontàkion o kondàkion (grec: κοντάκιον) és un tipus d'himne propi de les tradicions litúrgiques ortodoxa i catòlica oriental. El seu origen es remunta a l'Imperi Romà d'Orient de voltants del segle vi. Es divideix en estrofes (οίκοι, iki, «cases») i comença amb un proemi. Habitualment té una temàtica bíblica i sovint representa un diàleg entre personatges de la Bíblia. Romà el Melode fou el principal compositor de kontàkia amb diferència. L'únic kontàkion que encara se sol cantar en la seva totalitat és l'Acatist a la Mare de Déu.